# 索尼亚克和康布朗
索尼亚克和康布朗（法語：Saugnac-et-Cambran，法語發音：[soɲak e kɑ̃bʁɑ̃]）是法国朗德省的一个市镇，属于达克斯区。

## 地理
索尼亚克和康布朗（43°40'14"N, 0°59'35"W）面积13.28 平方千米，位于法国新阿基坦大区朗德省，该省份为法国西南部沿海省份，是法國本土面积第二大的省，北起吉倫特省，西临大西洋，南至大西洋比利牛斯省，东临热尔省，东北与洛特-加龍省接壤。
与索尼亚克和康布朗接壤的市镇（或旧市镇、城区）包括：贝内斯莱达克斯、康德雷斯、曼巴斯特、纳罗斯、普永、圣庞德隆、沙洛斯地区索尔。

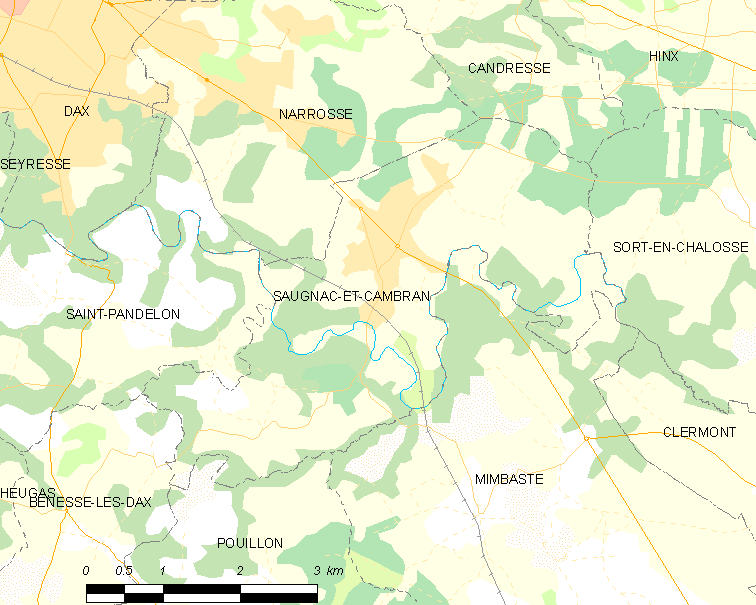
索尼亚克和康布朗的OSM定位图

索尼亚克和康布朗的时区为UTC+01:00、UTC+02:00（夏令时）。

## 行政
索尼亚克和康布朗的邮政编码为40180，INSEE市镇编码为40294。

## 政治
索尼亚克和康布朗所属的省级选区为达克斯第二县。

## 人口

1962-2008年间索尼亚克和康布朗人口变化图示

索尼亚克和康布朗于2022年1月1日时的人口数量为1568人。